# 租税
租税（、英: tax）とは、国や地方公共団体が公共財や公共サービスを提供する際、法令の定めに基づいて国民や企業などに、必要経費などの捻出方法として負担を強制する金銭（通貨、お金）。日本語の口語では税金(ぜいきん)と言う。
一部の国で国防に係る徴兵制などが見られるが、安定した税収(ぜいしゅう)を確保するため、物納や労働の採用は減ってきている。租税制度は財政の根幹および経世済民の要因となる。商売や契約・取引などの行為および所得や有形無形の財産などに対して税金を賦課することを課税(かぜい)、課税された税金を納めることを納税(のうぜい)・納付(のうふ)、税金の取り立てを徴収(ちょうしゅう)、税金についての事務を税務(ぜいむ)という。
政府の財政状況において租税徴収額を減額することを減税（）、逆に増額することを増税（）という。また、政府の税収が減少することを減収（）といい、増加することを増収（）という。

## 租税の機能
政府は国家の基盤的機能を維持するため、個人から生殺与奪の権利を取り上げ、社会的ジレンマや外部性（フリーライダー）を回避する施策を検討しなければならない。租税には次の3つの機能・効果があるとされている。
1. 公共サービスの費用調達機能 - 「市場の失敗」という言葉に象徴される市場経済のもとでは提供困難なサービス（軍事、裁判、警察、消防、公共事業など）の提供のための費用を調達するための機能[1]。
2. 所得の再分配機能 - 自由（私的財産権の保護）と平等（生存権の保障）は、究極的には矛盾する考え方であるが、今日の多くの国では、いわゆる福祉国家の理念のもと、国家が一定程度私的財産に干渉することもやむを得ないことと考えられている。このような考え方に基づいて持てる者から持たざる者に富を再分配する機能[2]。
3. 景気の調整機能 - 自由主義経済体制における特殊な調整機能。景気の循環は不可避のものとされるが、景気の過熱期には増税を行うことにより余剰資金を減らし投資の抑制を図る。逆に後退期には減税を行うことにより余剰資金を増やし投資の活性化を行う。これにより、ある程度景気を調節することが可能であるとされる。現代の租税制度は累進課税を採用している租税が国などの主要な財源を占めているため、所得の変動に応じた税率の変動により、景気が自動的に調整されるという効果を有する。この効果は「自動景気調整機能（ビルト・イン・スタビライザー）」と称される[3]。

機能的財政論は前述の公共サービスの費用調達機能に否定的である。「租税は財源確保の手段ではなく物価調整の手段。政府が負債を増やして貨幣供給量が増えてインフレに向かう。政府が増税によって負債を返却したらその分だけ貨幣が消える。貨幣供給量が減るからデフレへと向かう」とする理論だから。炭素税のように二酸化炭素の排出抑制の手段にもなり、所得再配分の手段としても重要。
表券主義によれば租税の目的は政府が発行する通貨に対する需要を生み出す事であり、歳入を生み出すためではない。通貨の利用者たる国民が、通貨を手に入れようと、労働力、資源、生産物を政府に売却するように仕向けるためである。政府が「お金」の価値を保証する事と租税の制度を存続させる事とは表裏一体で、日本においては明治時代の紙幣・債権経済への移行期に地租改正を行い通貨による納税制度を取り入れている。政府が「お金」の価値を保証することは、近世社会以降において治安と並んで国家的機能の重要な働きの１つで、国内的なあらゆる取引における一定の価値および安全性を保証するものである。

## 租税の基本原則
租税制度に関する一般的な基本原則として、アダム・スミスの4原則やアドルフ・ワグナーの4大原則・9原則、マスグレイブの7条件などの租税原則が知られており、それらの理念は「公平・中立・簡素」の3点に集約できる。それらはトレードオフの関係に立つ場合もあり同時に満たされるものではなく、公正で偏りのない税体系を実現することは必ずしも容易ではない。種々の税目を適切に組み合わせて制度設計を行う必要がある。
| アダム・スミスの 4原則    | 公平の原則 税負担は各人の能力に比例すべきこと。言い換えれば、国家の保護の下に享受する利益に比例すべきこと。 明確の原則 租税は、恣意的であってはならないこと。支払時期・方法・金額が明白で、平易なものであること。 便宜の原則 租税は、納税者が支払うのに最も便宜なる時期と方法によって徴収されるべきこと。 最小徴税費の原則 国庫に帰する純収入額と人民の給付する額との差をなるべく少なくすること。 |
| ワグナーの 4大原則・9原則 | 財政政策上の原則 課税の十分性 財政需要を満たすのに十分な租税収入があげられること。 課税の弾力性 財政需要の変化に応じて租税収入を弾力的に操作できること。 国民経済上の原則 正しい税源の選択 国民経済の発展を阻害しないよう正しく税源の選択をすべきこと。 正しい税種の選択 租税の種類の選択に際しては、納税者への影響や転嫁を見極め、国民経済の発展を阻害しないで、租税負担が公平に配分されるよう努力すべきこと。 公正の原則 課税の普遍性 負担は普遍的に配分されるべきこと。特権階級の免税は廃止すべきこと。 課税の公平性 負担は公平に配分されるべきこと。すなわち、各人の負担能力に応じて課税されるべきこと。負担能力は所得増加の割合以上に高まるため、累進課税をすべきこと。なお、所得の種類などに応じ担税力の相違などからむしろ異なった取扱いをすべきであること。 租税行政上の原則 課税の明確性 課税は明確であるべきこと。恣意的課税であってはならないこと。 課税の便宜性 納税手続は便利であるべきこと。 最小徴税費への努力 徴税費が最小となるよう努力すべきこと。 |
| マスグレイブの 7条件      | 十分性 歳入（税収）は十分であるべきこと。 公平 租税負担の配分は公平であるべきこと。 負担者 租税は、課税対象が問題であるだけでなく、最終負担者（転嫁先）も問題である。 中立（効率性） 租税は、効率的な市場における経済上の決定に対する干渉を最小にするよう選択されるべきこと。そのような干渉は「超過負担」を課すことになるが、超過負担は最小限にとどめなければならない。 経済の安定と成長 租税構造は経済安定と成長のための財政政策を容易に実行できるものであるべきこと。 明確性 租税制度は公正かつ恣意的でない執行を可能にし、かつ納税者にとって理解しやすいものであるべきこと。 費用最小 税務当局及び納税者の双方にとっての費用を他の目的と両立し得る限り、できるだけ小さくすべきこと。 |

### 租税法律主義
租税法律主義とは、租税は、民間の富を強制的に国家へ移転させるものなので、租税の賦課・徴収を行うには必ず法律の根拠を要する、とする原則。この原則が初めて出現したのは、13世紀イギリスのマグナ・カルタである。
近代以前は、君主や支配者が恣意的な租税運用を行うことが多かったが、近代に入ると市民階級が成長し、課税するには課税される側の同意が必要だという思想が一般的となり始めていた。あわせて、公権力の行使は法律の根拠に基づくべしとする法治主義も広がっていた。そこで、課税に関することは、国民＝課税される側の代表からなる議会が制定した法律の根拠に基づくべしとする基本原則、すなわち租税法律主義が生まれた。現代では、ほとんどの民主国家で租税法律主義が憲法原理とされている。

### 租税が課される根拠
租税が課される根拠として、大きくは次の2つの考え方がある。
1. 利益説 - ロック、ルソー、アダム・スミスが唱えた。国家契約説の視点から、租税は個人が受ける公共サービスに応じて支払う公共サービスの対価であるとする考え方。後述する応益税の理論的根拠といえる。
2. 能力説 - ジョン・スチュアート・ミル、ワグナーが唱えた。租税は国家公共の利益を維持するための義務であり、人々は各人の能力に応じて租税を負担し、それによってその義務を果たすとする。「義務説」とも称される。後述する応能税の理論的根拠といえる。

## 租税の種類
租税制度は仕組みの異なるさまざまな税目から成り立っている。それぞれの税目には長所と短所があり、観点の違いによって様々な分類方法がある。

### 所得税・消費税・資産課税など
OECD各国平均の
税収構造（2014年） 
税負担の尺度となる課税ベースに着目した分類として、「所得税」「消費税」「資産課税」などがある。OECD諸国における各国平均の課税割合を右に記す。
所得税
個人の所得に対して課税される個人所得課税（所得税など）と、法人の所得に対して課税される法人所得課税（法人税など）がある。累進課税による特性として、経済自動安定化機能（ビルト・イン・スタビライザー）をもたらすとされる。
所得控除、医療費控除をはじめ、年金貯蓄や住宅投資などに対する優遇措置など、納税者の負担軽減のための様々な制度を導入しやすいことが利点でもある反面、それらの制度が既得権化すると公平性を損なうだけでなく、課税ベースの縮小によって税収調達機能の低下、非効率化といった問題を生じる。また、納税者個々の収入を把握し的確に課税し徴収する必要があるため正確な徴税が行いにくく、この制度を有効に活用するには税務当局の能力の向上が必須となる。このため3つの課税ベースのうちでもっとも開発が遅れ、所得課税が租税全体において大きな役割を果たすのは国家の徴税能力の向上した近代以降のことである。また同じ理由で、納税・徴税者双方に大きな事務的な負担がかかる課税である。このことから、所得課税は先進国の税収において大きな割合を占めることが多いが、発展途上国においてはそれほどの重要性を持たないことが多い。
消費税
財・サービスの消費に対して課税される。消費税のほか、関税や酒税などが含まれる。控除などによる特別措置の余地が少なく、業種ごとの課税ベース把握の不公平も生じないため、水平的公平、世代間の公平に優れており、広い課税ベースによる安定した歳入が見込める。また所得税に比べて課税対象の把握が納税・徴税者双方にとってわかりやすく、税務当局の能力がそこまで必要ではないことから、特に発展途上国においては消費課税が税収の大半を占めていることが多い。反面、所得全体に占める税負担の割合が低所得者ほど大きくなるため、逆進的な性質を伴う。
資産課税など
資産の取得・保有・移転などに対して課税される。固定資産税や相続税、贈与税などが属する。他者からも明確に把握できる土地や資産を課税対象とすることから徴税が行いやすく、近代以前においては最も中心的な課税であった。また資産を有する富裕層に対しての課税という性格が強いため、所得課税と同じく所得格差の是正の機能を有するとされる。一方であくまでも有資産者に対する税であるため、課税対象が少なく税収の柱にはしにくい面がある。
近年では就労の促進や所得再分配機能の強化などを目的として、所得課税などに対する給付付き税額控除の導入も進んでいる。給付付き税額控除は制度の複雑化や過誤支給、不正受給などの課題を伴う反面、課税最低限以下の層を含む低所得世帯への所得移転を税制の枠内で実現でき、労働供給を阻害しにくい制度設計も可能であることから、格差是正や消費税などの逆進性対策に適するとされる。勤労所得や就労時間の条件を加味して就労促進策の役割を担う勤労税額控除は、アメリカ、イギリス、フランス、オランダ、スウェーデン、カナダ、ニュージーランド、韓国など10か国以上が導入している。子育て支援を目的とする児童税額控除はアメリカ、イギリスなどが採用しているほか、ドイツやカナダなども同趣旨の給付制度を設けている。消費税の逆進性緩和を目的とする消費税逆進性対策税額控除はカナダやシンガポールなどが導入している。

### 国税と地方税

OECD各国税収のタイプ別GDP比(%)。
赤は国家間、青は連邦・中央政府、紫は州、橙は地方、緑は社会保障拠出。

租税は課税権者に応じて国税と地方税に区分できる。子ども手当のような生存保障の支出は、国が全額財源を負担するのが論理的には一貫するが、対人社会サービスなど現物給付については、地方自治体が供給主体となる。国税では富裕層への課税や矯正的正義（応能原則）が重視されるが、所得の多寡を問わないユニバーサリズムの視点からすれば、地方税に関してはむしろすべての参加者が負担する配分的正義（応益原則、水平的公平性）が基準となる。
国税の課税権者は国、地方税の課税権者は各地方自治体となるが、地方税に関する税率などの決定は必ずしも各自治体の自由裁量ではなく、税率の上下限など、国によって様々な形での制約が設けられている。チェコ、デンマー ク、フィンランド、アイスランド、ノルウェー、ポルトガル、スペインといった国々では地方税の税目に対して上限と下限両方の制限が存在し、オーストラリア、ベルギー、フランス、ハンガリー、オランダ、ポーランド、スイス、イギリス、アメリカなどは上限のみが存在する。イタリアの州生産活動税のように、国が定めた標準税率を基準に税率の上下限幅が決められているケースもある。日本では法人課税を中心に税率の上限（制限税率）が設けられているが、直接的に下限を定めた規制は存在せず、法的拘束力の無い標準税率を地方債の起債許可や政府間財政移転制度（地方交付税交付金）の交付額算定と連動させることで、それを下回る税率の選択を抑制する制度設計となっている。上位政府による起債制限と政府間財政移転の双方を背景として地方税率が下方硬直的になっている例は、日本以外の主要国には見当たらず、日本の標準税率制度は国際的にみてもかなりユニークな制度であるといえる。

### 普通税と目的税
租税は、特にその使途を特定しないで徴収される普通税と、一定の政策目的を達成するために使途を特定して徴収される目的税とに区分できる。目的税は公的サービスの受益と負担とが密接に対応している場合は合理性を伴った仕組みとなる反面、財政の硬直化を招く傾向があり、継続的に妥当性を吟味していく必要がある。

### 直接税と間接税
租税を負担する者から直接徴収する租税を直接税と言い、納税者以外の者に転嫁する租税を間接税という。ただし、租税の転嫁の有無が税目ごとに不明確な場合もあり、直接税と間接税の分類の基準には諸説ある。
言い換えると、具体的な商品やサービスの価格を通じて税が納税義務者から消費者に転嫁されることを予定した租税を間接税と言い、それ以外の租税を直接税と呼ぶ。例えば、「たばこ税」や「法人税」は両者とも消費者に転嫁されているが、たばこ税は具体的な商品に転嫁されているので間接税となる。法人税は具体的な商品やサービスに転嫁されていないため、直接税である。
直接税はオフショア市場の活用により税収が減っている。
直接税の例
所得税・法人税・相続税、地方税における住民税・事業税・固定資産税
間接税の例
印紙税、登録税、通行税などの流通税、酒税、物品税、関税などの消費税、たばこ税 

### 従量税と従価税
数量あたりで税率を定めた税を従量税、価額単位で課される税を従価税という。

### 応益課税と応能課税
納税者の担税力、すなわち租税の負担能力に応じて賦課する立場の考え方を応能課税、公共サービスの受益に応じて課税すべきとする考え方を応益課税という。租税は公益サービスのための財源であることから、少なからず応益課税の要素が内在するが、個別の受益と負担との関係が必ずしも明確でなく、応益負担だけでは成り立たない。地方税は地域住民による負担分任という性格上、応益課税の要素がより重視される。

## 税の帰着
法においては、税を誰から徴収するかを定めている。多くの国では、税は事業者に課されている（たとえば法人税や給与税）。しかし、最終的に誰が税を支払うか（税を負担するか）は、その税が製品コストに組み込まれることで、市場が決定する。経済学理論では、税による経済的効果は、必ずしも法的課税者に降りかかるわけではない。たとえば雇用主が支払う雇用に対する税は、少なくとも長期的には従業員に影響を及ぼしている。

## 国民所得に対する負担率

### 租税負担率と社会保障負担率
国民所得に占める租税の総額（国税と地方税を合わせた租税収入金額を国民所得で除した額）を租税負担率という。
また、国民所得に占める社会保障負担額の総額（医療保険や年金保険などを合わせた社会保障負担額を国民所得で除した額）を社会保障負担率という。

### 国民負担率
国民全体の所得に占める租税負担率と社会保障負担率の合算を 国民負担率（national burden ratio）という。なお、国民負担率に次世代の国民負担（財政赤字分）を加味して算出した割合を潜在的国民負担率という。

## 徴収方式
税の徴収方式としては、申告課税と賦課課税の二つの方式が主な方式となっている。賦課課税方式は各政府が納税者に税額を計算して課税する方式であり、申告課税は逆に納税者が自ら税額を計算して政府に申告する方式である。いくつかの国家においては納税者への給与支払の際に雇用者があらかじめ税額を引かせる源泉徴収が行われている。文書に対し収入印紙を貼り付けて納付する印紙納付もある。

## 租税の歴史
租税の歴史は国家の歴史と密接に関連する。極端な増税は、農民など税の負担者を疲弊させ反乱を招き国家の滅亡につながることもあった。歴史的には、労働、兵役やその地方の特産物などによる納税が行われた時代があった。例えば万里の長城など歴史的な建造物の多くは、強制的な労働力の徴発より作られたものと考えられている。
租税制度は主に次のような変遷を遂げた。

### 古代
原始には、神に奉じた物を再配分する、という形を取っていたとされている。社会的分業によって私的耕作や家内工業の発展とともに集団の中で支配者と被支配者が生じ、支配者は被支配者から財産の一部を得るようになった。これには、被支配者が支配者に差し出す犠牲的貢納と支配者が被支配者から徴収する命令的賦課があった。古代の税としては、物納と賦役が主に用いられた。物納は農村においては穀物を主とする収穫が主であり、それに古代においては貴重品であった布や、その地方の特産品を特別に納付させることも行われた。賦役は税として被支配者に課せられる労役のことであり、土木工事などの公共事業や、領主支配地における耕作など様々な形態を取った。
古代エジプトのパピルス文書に当時の農民に対する厳しい搾取と免税特権をもつ神官・書記に関する記述がある。
古代インドのマウリヤ朝では、農民に対し収穫高の四分の一程度を賦課し、強制労働も行われていた。
古代ギリシアには平常、所得税や財産税というものは無く、必要支出は資産家の自発的な公共奉仕によって賄われた 他に、エイスフォラ（Eisphora）という戦時特別財産税があった。紀元前5、4世紀、アテナイにおいて戦費捻出のために一定額以上の財産を所有する市民とメトイコイ（外国人）に課せられ、税率は財産総額の1％だった。
ローマ帝国の税制の基本は簡潔であり、属州民にのみ課される収入の10％に当たる属州税（10分の1税）、ローマ市民と属州民双方に課される商品の売買ごとに掛けられる2%の売上税（50分の1税）、ローマ市民にのみ課される遺産相続税や解放奴隷税などであった。3世紀のアントニヌス勅令以降は国庫収入が減少し、軍団編成費用などを賄うための臨時課税が行われることもあった。マルクス・ユニウス・ブルートゥスは属州の長官に赴任したとき、住民に10年分の税の前払いを要求した。

### 中国
春秋時代の老子道徳経第75章には「民之飢　以其上食税之多　是以飢（民が飢えるのは政府が税を多く取りすぎるからである）」とある。
漢の主要財源は、算賦（人頭税及び財産税）、田租、徭役（労働の提供）であった。
北魏において均田制が成立したのち、これに基づいて北周が租庸調の税制をはじめ、唐でもこの税法を当初は引き継いだ。しかし玄宗期に入ると土地の集積が進み均田制が崩壊し、土地の存在が前提であった租庸調制も同時に崩壊したため、780年には徳宗の宰相楊炎によって両税法が導入された。これは税の簡素化と実情に合わせた変更によって税収を回復させる試みであり、以後明にいたるまで歴代王朝はこの税法を維持し続けた。しかし明代に入ると再び税制の実情とのかい離が起こり、税制は複雑化したため、16世紀末の万暦帝期において、宰相張居正が税を丁税（人頭税）と地税にまとめて銀で一括納入させる一条鞭法を導入した。清代に入ると、丁銀を地銀に繰り込んで一本化した地丁銀制が導入された。

### イスラム
イスラームを国教とするいくつかの王朝では、ズィンミー（異教徒。キリスト教徒・ユダヤ教徒など）に対してジズヤ（人頭税）の徴収が行われた。この方式は7世紀のウマイヤ朝を起源としている。正統カリフ時代には税制はいまだ未整備であったが、ウマイヤ朝期に入るアラブ人以外のイスラム教徒（マワーリー）および異教徒からジズヤとハラージュ（土地税）の双方を徴収することとなった。しかしこの方式はマワーリーからの大きな反発を招き、アッバース革命を招くこととなった。こうして成立したアッバース朝はマワーリーからジズヤの納入義務を撤廃し、またアラブ人のイスラム教徒であってもハラージュの納入を義務付けた。こうして成立したジズヤ（異教徒への人頭税）とハラージュ（全国民対象の土地税）の二本立ての税制は、イスラーム諸王朝の基本税制となって広まっていった。

### ヨーロッパ
中世ヨーロッパでは教会が聖書 を典拠として収穫物の10分の1を徴収する十分の一税が教区民に課された。初めは教徒の自発的慣行だったが、8世紀からフランク王国で義務とされ、9世紀にはこの税をめぐって世俗領主との争奪戦がくりかえされ、10世紀には領主の封建的所有権として売買された。
中世ヨーロッパでは封建制が採られ、土地を支配する封建領主は土地を耕作する農民から貢納を得て生活していた。貢納のほか、領主直営地における賦役農耕も重要な税のひとつであった。その代り、領主は統治者として領民を外敵から守る役割を果たしていた。領主の主収入は地代であったが、私的収入と公的収入が同一となっており、しばしば戦費調達のために臨時収入が課された。フランスでは十字軍の戦費のためにフィリップ2世が1198年に臨時課税を始めた。
その後、領主は戦争や武器の改良、傭兵の台頭によって財政難に陥り、相続税・死亡税の新設や地代を上げる。しかし、それでも賄いきれなくなった領主は特権収入に頼るようになる。ここで言う特権とは、鋳貨・製塩・狩猟・探鉱（後に郵便・売店）を指し、領主はこの特権を売渡すことで収入を得た。特権収入の発生は実物経済から貨幣経済への移行の一つの表れとみられている。
貨幣経済が発達すると新しい階級として商人階級が生まれる。土地は売買の対象となり、領主と農民の関係は主従関係から貨幣関係へと変質した。貴族は土地の所有と地代収入を失ったため、商人たちに市場税・入市税・営業免許税・関税・運送税・鉱山特権税などを課す。これらは租税と手数料、両方の側面を持っていた。
14世紀から15世紀にかけてオスマン帝国からの圧迫を受けた神聖ローマ帝国は戦費調達のために等族に資金供出を頼んだ。当時オスマン帝国は25万人の歩兵を確保していた。対して、当時神聖ローマ帝国の皇帝位を世襲していたハプスブルク家の世襲領収入は30万グルデンで、雇える傭兵は年6000人の歩兵、または2500人の騎兵だった。臨時戦費に当たって領主は等族に対して、本来資金供出要求の権利はないことや、等族の権利侵害をすることはないなどの諸条件をつけて資金供出を要求した。領主と等族との「共同の困難」からの財政需要が、租税国家を生み出していくことになった。
流通税については、イギリスでは印紙税が重要で、フランスでは登録税が重要な地位を占める。

#### イギリス
イングランドでは1215年、ジョン欠地王が課税に反発した貴族たちとの戦いに敗れマグナ・カルタを受け入れた。同憲章には「一切の楯金もしくは 援助金は、朕の王国の一般評議会によるのでなければ、朕の王国においてはこれを課さない」 との規定があり、ここに租税法律主義の萌芽があるとされ、また「承諾なければ課税なし」の原則の起源ともなった。
1625年に即位したチャールズ1世は英西戦争戦費調達のための特別税を請求したが、議会が少額の14万ポンドしか承認せず、また王の終身収入 でもあった輸出入関税のトン税・ポンド税を1年の期限付きに限定した。王は議会を解散し、議会の同意なしでトン税・ポンド税、船舶税を徴収した。1628年、議会は「議会の同意無しの課税禁止」を第一項目とした権利の請願を提出した。王は一度は承認するものの翌年に議会を解散し、以降、11年間親政を敷いた。この間トン税・ポンド税、船舶税を継続し、また騎士強制に応じない者への罰金や、貴族の領地が王領林を侵害しているとして罰金を課していった。主教戦争戦費調達のために王は議会を開催したが、議会では課税禁止法案を次々と可決していった。1641年の大抗議文で対立が決定的となり、1642年にイングランド内戦に至った。1643年、議会は査定課税（Assessed Tax)を導入した。これは財産の評価額に応じた課税を課す直接税であり、所得税の前身となった。しかしこれはロンドン市に負担が集中したため、間接税の内国消費税（Excise Duty)を反対を押し切り導入した。査定課税は富裕層への課税であったのに対して内国消費税は庶民にも課税するもので、内戦後のイギリス財政では関税に並ぶ基幹税となっていった。イングランド共和国崩壊後の王政復古後も議会は財政権を確保する一方で、チャールズ2世は内国消費税の一部、トン税・ポンド税、関税収入の終身供与が承認された。名誉革命での権利の章典においても議会の承認なしの課税は禁止された。こうしてイギリス革命期には、1628年の権利の請願で国会による同意なしには税金その他同種の負担を強制されないことが再確認され、1689年の権利の章典において国会の承認なしに王が税金を徴収することは違法であると規定され、法の支配とともに租税法律主義も確立した。
ホッブズ、ロックなどの17世紀イギリス社会契約論では、個人は、国家が諸個人の生命と財産を保護する対価として租税を負担する。しかし国家がそれに反する行動をとれば租税の支払いを停止するとされ、こうして租税は個人が議会を通して同意した上で国家に支払うものとされた。
イギリスの内国消費税は経済理論家から以下の点が評価された。
- 1）生活必需品への軽課と奢侈品への重課（現在の軽減税率）によって貧困層への負担を軽減した
- 2)消費は支払い能力なのでその支払い能力に応じた課税であり公平である
- 3)消費への課税によって浪費を抑制し、倹約を奨励するので、勤勉な人が報われるので公平である。倹約は貯蓄と投資を促す[48]。

ホッブズは1642年の「市民論」で財産への課税は浪費家と倹約家の区別を無視することになり、倹約家が重負担となるので、消費税の方が財産税よりも公平であると論じた。労働価値説を唱えた経済学者ウィリアム・ペティや重商主義経済学者ジェームズ・ステュアートも内国消費税を支持した。ステュアートは租税を富のバランスを促進するための政策と見ており、国内の奢侈的需要による価格高騰が輸出を困難にする場合には、内国消費税や輸出奨励金によって是正することができると論じた。
他方、経済学者アダム・スミスは『国富論』第5篇で財産税や所得税と比べて消費税は収入比例的な課税を実現できないために不平等であると論じた。スミスは国防、司法、公共事業の三つを国家の仕事とし、これらを遂行するための経費を賄うために租税は徴収されるとみなした。スミスは租税は、利潤、地代、賃金の三つの本源的所得に課税されると論じ、直接税としての所得税を提唱した。
ここでスミスは支出に対してではなく、収入（所得）に比例して負担することが公平であると考えている。しかし、当時正確な所得調査は望めなかったためにスミスは所得税導入を提唱はしなかった。（なお、平成12年の税制調査会資料では「収入」が「利益」と翻訳されている）

#### オランダ
1624年にはオランダにおいて収入印紙が初めて導入され、17世紀中にはヨーロッパの多くの国家に広まった。

#### アメリカ独立・フランス革命
イギリスはフレンチ・インディアン戦争（1755年 - 1763年）の結果増大した英領アメリカ植民地の警備経費捻出のため1764年に砂糖法、翌年に印紙法を、1767年にはタウンゼンド諸法を制定し、植民地からの税収増を図ったが植民地での反対運動により廃止された。1773年に茶法が成立するとボストン茶会事件が発生した。1774年の大陸会議宣言と決議第4項はイギリスの植民地立法を否定するもので、イギリスは武力弾圧を開始し、アメリカ独立戦争(1775-1783)へと発展していった。アメリカ独立宣言ではイギリスの権利章典よりも自然権思想が鮮明に出され、人民の契約による国家は、人民の所有・生命・自由・財産を守ることを目的とし、国家の課税権も国民の同意な意思に租税を徴収することは私有財産の法則を侵害し、国家の目的に反すると考えられた。ここでは国家の目的が財産権を含む所有の保障にあった。独立戦争では、租税法律主義に由来する「代表なくして課税なし」という有名なスローガンも生まれ、植民地への課税は植民地議会によってなされねばならないと考えられた。

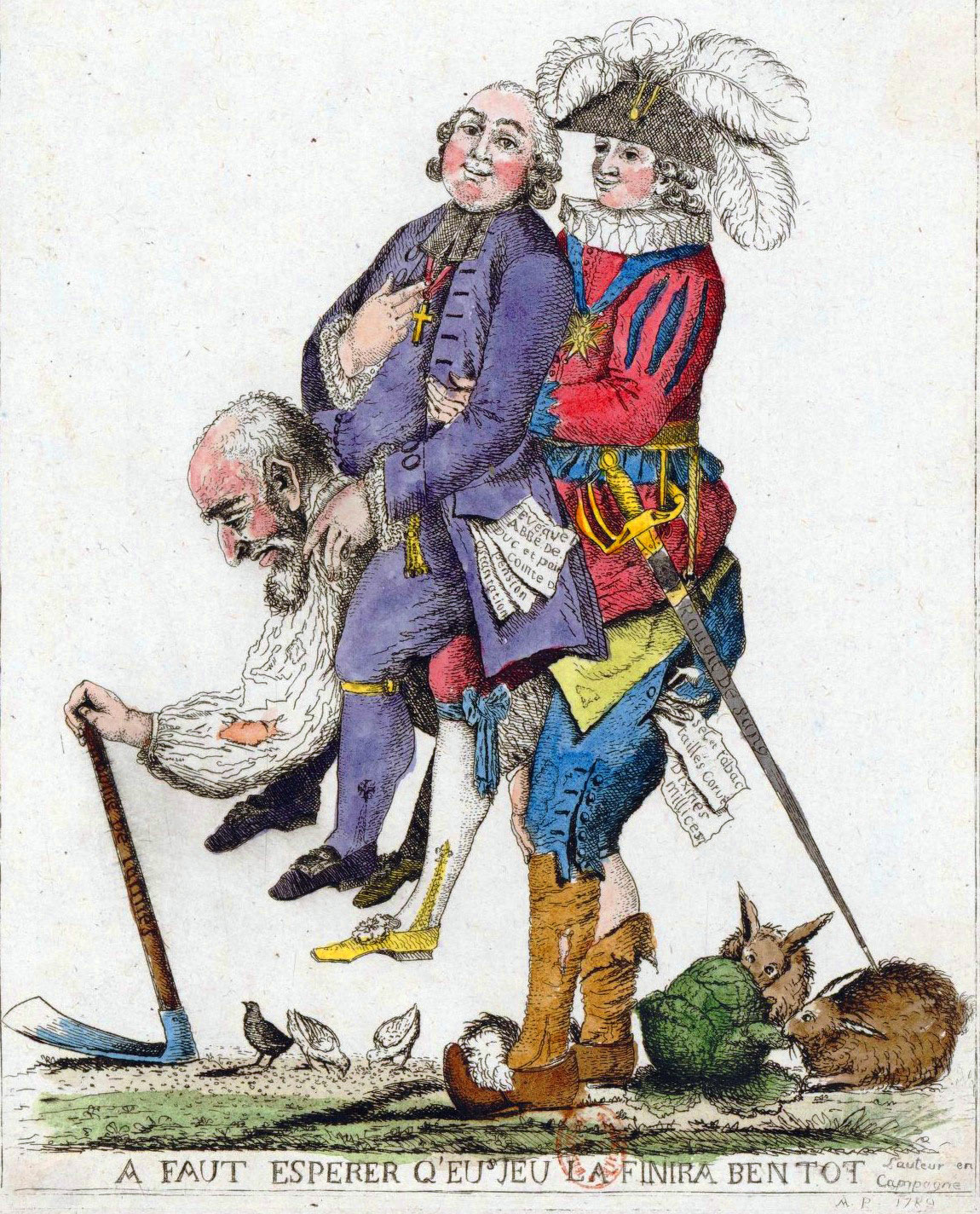
聖職者と貴族を背負う第三身分

封建末期の貴族たちは商人たちから借金を重ねていたため、遂に徴税権を商人たちに売渡す。この商人たちは租税の代徴を行う徴税請負人として人々から税を徴収したが、増益分は自らの懐に入るため、過剰な租税の取り立てが行われた。このため人々の租税に対する不満が高まっていく。特に18世紀のフランスのアンシャン・レジームの下では、3つの身分のうち、第一身分（聖職者）・第二身分（貴族）は免税の特権を持っていたが、第三身分（平民）は納税義務を課せられていた。しかも第三身分は国政に参加できなかった。1786年、国王と財務総監カロンヌは財政窮乏を打開するため補助地租税を全国民に課税したが、これに名士会と高等法院が旧来の免税特権をもって反対し、1789年5月5日に三部会が開かれることとなった。第三身分は三部会での議員数倍化を要求したが形だけであったことに反発し、国民議会を会合し、ここで議会の承認なしの課税の即時中止を求める決議を行った。8月に憲法制定国民議会が人間と市民の権利の宣言を採択した。第13条で「公の武力の維持および行政の支出のために、共同の租税が不可欠である。共同の租税は、すべての市民の間で、その能力に応じて、平等に分担されなければならない」、第14条で「すべての市民は、みずから、またはその代表者によって、公の租税の必要性を確認し、それを自由に承認し、その使途を追跡し、かつその数額、基礎、取立て、および期間を決定する権利をもつ」と規定された。英米では課税権と財産権は明確に区別されたが、フランス人権宣言では「財政なければ国家なし」の原則、つまり課税権の行使は必要不可欠であることが先の13条で規定され、次いで14条でアメリカ独立戦争のスローガン同様に「代表なければ課税なし」の原則が規定された。こうしてヨーロッパの近世市民社会形成期において課税権は国王から国民の総意の代表である議会に移し、そして国民の財産権の保証が図られた。
こうして確立していった租税法律主義では、自由権をもとにした私有財産権を国家権力から守ることが最も重要な機能となった。私有財産権が保護されることで、納税が国民自身の利益になるのであり、こうして国民が国家から受ける利益と負担する租税との対価関係が前提とされるようになった。これは租税交換説また租税利益説と呼ばれる。租税は国家の保護に対して支払われるべき価格とみなす租税利益説はグロチウス，ホッブズ，ジョン・ロック，ヒューム，ルソーらによって提唱されたものだった。

#### 租税国家の確立
1733年、ウォルポール内閣は内国消費税改革に試みたが反対された。しかし、オーストリア継承戦争や七年戦争(1754年-1763年)に続いて、フランス干渉戦争では戦費のための政府債務が4000万ポンドにまで膨張した。1796年、ウィリアム・ピット首相は直接査定税を引き上げ、内国消費税の課税対象を拡大、1798年には富裕層への直接税トリプルアセスメント（Triple Assessment)を導入した。しかし、これは馬車、家屋、窓、柱時計などの「外形標準」から推定される所得に課税するもので、現実の所得に対するものでなく、また十分な収入にならなかったため半年しか実施されなかった。1799年に世界で初めて所得税が導入された。土地家屋や海外財産の所得、商工業や給与による所得などを源泉としたため、現実の所得を総合的に正確に把握できるようになった。1803年には申告納税ではなく、源源泉徴収方式に切り替えられ、5つの所得源ごとに課税されるシェデュール制(shedule)となった。1815年のナポレオン戦争終結直前には総戦費の20%に当たる1480万ポンドの税収となった。これ以降、産業革命による資本主義の発達を背景に所得税を中心とした所得課税が世界に普及していく。ただし初期の所得課税は高額所得者に対するもので、税収総額としてはわずかなものであった。
19世紀には資本主義の矛盾が露呈し、恐慌と不景気による失業には経済の自動調節では解消できないようになり、国家介入が要請されるようになった。ここにおいて近代国家の機能は夜警国家から福祉国家へと変化していき、生存権という新しい人権も生まれた。
19世紀末にはジョン・ラムゼー・マッカロックやアドルフ・ティエールらによって租税を保険料として解釈する
租税保険説が現れた。

#### ドイツ
1805年、ナポレオンに敗れて神聖ローマ帝国が瓦解した後のプロイセン王国ではハルデンベルク宰相がハインリヒ・フリードリヒ・フォン・シュタインと改革をすすめ、戦費償還のために1808年に所得税法案を成立させた。1812年にはフランス軍駐留経費を賄うために申告納税義務と累進税率を伴う所得税を導入したが、1814年にナポレオンが敗れると廃止された。プロイセンは1820年に階級税を導入したがこれはイギリスの馬車や窓を対象とした外形標準所得課税のようなもので、近代的所得税と言えるものではなかった。1851年の階級税及び階層別所得税では土地所有、資本財産、営業活動から発生する所得に課税された。
1891年に成立したヨハンネス・フォン・ミーケル蔵相による所得税法案では、租税負担の上限を撤廃したため、逆進的税負担は是正された。また効率的な納税申告の検査体制も確立し、ドイツにおける所得税は基幹税の地位を占めていくようになった。
国家財政学者のローレンツ・フォン・シュタインは『財政学教科書』(1885)で課税原則として、
- 1)資本を減じてはならない
- 2)あらゆる課税は所得に対して行われる
- 3)課税は資本蓄積が不可能になる程大きくなってはならない

と定立した。
シュタインは、プロレタリアートが独裁する共産主義思想を、国家が単一の階級の手中に落ちることで新たな不自由が生まれ、かつ有産階級が反撃すれば独裁体制を暴力で守るだろうと否定した上で、有産階級は資本主義の持つ問題を社会改良によって解決すれば社会革命の必要性は薄れると論じた。またシュタインは、課税の目的は再生産にあり、少なくとも同規模の税収を再創出することにあるとし、国家が税収と課税潜在力を促すように財政支出すべきだと主張した。このようなシュタインの租税論はイギリス古典派経済学の租税論にはなかった発想と評価されている。
アドルフ・ワーグナーは「財政学」(1890)で課税の目的を、自由競争によって生じた分配を修正することで国民所得と国富を規制する事にあると見て、租税は財政だけでなく社会政策でもあるべきだと主張した。ワーグナーは所得税を、物税（資産税）から人税（納税者に着目してかけられる）への切り替えを提唱した。
租税義務説・租税犠牲説
ドイツでは国家はその任務達成のために当然に課税権を持ち、租税はその任務達成のために国民が負担する犠牲ないし義務と考える租税犠牲説が登場した。イギリスでもジョン・スチュアート・ミルが租税利益説に反対し「課税における平等とは犠牲の均等を意味する」と主張した。ミルの租税義務説はアドルフ・ワーグナーが大成した。
明治維新後の日本では伊藤博文が憲法起草のためにドイツで直接シュタインの講義を受け、帝国大学での財政学はほとんどがドイツ財政学であった。ドイツの影響を受けた大日本帝国憲法でも納税の義務（第21条）が兵役の義務（第20条)と並ぶ古典的義務とされ、「国を維持する費用の分担として国民は当然有する」と解された。第二次世界大戦後に成立した日本国憲法では兵役の義務条項は削除されたが、納税の義務は踏襲され（第30条）、さらに国民の三大義務の一つとされている。

#### 近代
イタリアの経済学者マフェオ・パンタレオーニ、スウェーデンの経済学者クヌート・ヴィクセルが、古典派経済学の租税利益説に対して，納税者が公共サービスから受ける便益の価格として租税負担額を決定することが効率的資源配分の条件であると論じた。北欧学派のエリック・R.リンダールはウィクセルの理論を発展させた。
近代化が進展するに従い、国家の財政収入の大部分を租税が占めるようになる。ヨーゼフ・シュンペーターは1918年に発表した論文『租税国家の危機』において、このような近代国家を「租税国家」と規定した。君主の私的収入と国庫収入が切り離され、租税収入が歳入の中心を占める公共財政が確立して言った。またこの時代になると近代化とともに賦役はほとんどの地域において廃止され、労働に対し国家が賃金を払って公共工事などを行うようになっていった。
20世紀には、社会主義の台頭や社会権の定着によって、所得税・相続税の累進税率が強化された。しかし、1980年代に入ると企業意欲・労働意欲を高めるために税率のフラット化が行われた。また20世紀も中盤にいたるまで消費課税はある特定の商品のみにかけられるものであったが、1954年に一般的な消費すべてにかけられる付加価値税がフランスにおいて導入され、以降世界各国において導入されるようになっていった。

#### アメリカ合衆国
南北戦争以前のアメリカでは所得税も法人税もなく、内国消費税はあったが微々たる収入で、関税が主な収入源だった。南北戦争開戦時には国庫は底をついていたために、議会は戦費調達のために新たな国債発行と内国消費税増税を提案したが反対を受けた。そこでイギリスで実施されている直接税の所得税と相続税の導入が検討され、1862年に成立した。
しかし、所得税は戦費調達のための臨時課税であったため、一年間の有効期限つきであった。戦後の1867年、所得税の撤廃が要求されると、戦債償還が残っているため課税最低限を600ドルから1000ドルに引き上げ、1870年には所得税法を失効させるとした。その後、1871年に相続税が廃止され、1872年に所得税も廃止された。イギリスでも1816年に所得税は戦費のための臨時課税であるとして廃止された。
アメリカで所得税が廃止されると、南部・西部選出議員らが所得税再導入を提唱した。これは農産物価格下落と資材価格上昇に困窮する南部・西部の農民を救済するために組織されたグレンジャー運動やグリーンバック運動や労働騎士団を背景にしており、彼らは1892年に人民党を結成した。人民党は、産業資本家や富裕層に対して所得に応じた負担を課すべきだとして所得税再導入を提唱した。
ヘンリー・ジョージは『進歩と貧困』（1879年）で土地私有制に反対し、土地から発生するあらゆる利益に課税し、その他の税を撤廃する土地単一税を提唱した。しかし、当時の経済権力は石油のジョン・ロックフェラー、銀行家ジョン・モルガン、鉄鋼界のアンドリュー・カーネギーなどの産業金融資本家の手にあり、そうした新しい経済秩序の問題を突き止めることにはならなかった。
当時北部の産業界を支持基盤としていた共和党のウィリアム・マッキンリー議員は1890年、平均関税率48％という史上最高の高関税を導入した。この保護政策は独占企業を形成していく誘因となった。
一方、民主党は南部・西部の農民や労働者を支持基盤としており、高関税は独占・寡占化を促すとして反対し、所得税再導入を提唱した。民主党のクリーブランド大統領は1893年の大統領教書で関税引き下げと小規模な所得課税に言及し、民主党マクミラン下院議員も関税は富の不公平な集中を促すとして所得税再導入を提唱し、1894年に関税所得税法案は可決した。しかしこの法案に対して、元共和党議員の憲法学者ジョージ・エドマンズらが違憲訴訟を起こした。
アメリカ合衆国憲法では以下のように規定されていた。
1895年4月、合衆国最高裁判所は所得税法案に対して、憲法第1条第2節に則り、「各州の人口に比例して、各州の間で配分される」形になっていないとして違憲と認定した。これに反発した所得税支持者は憲法改正運動を行った。
20世紀に入ると1901年恐慌や1907年恐慌が発生し、産業界は独占・寡占を強化していき、共和党も独占・寡占の弊害を認めるようになった。共和党のセオドア・ルーズベルト大統領は、ジェームズ・ジェローム・ヒルとジョン・モルガンらが形成した鉄道トラスト、ノーザン・セキュリティーズ、スタンダード・オイル・トラスト、USスチールなどのトラストを反トラスト法を持って告発していった。
革新主義時代と呼ばれる当時のアメリカにおいて続くタフト大統領も前大統領に倣い、トラストを促進する関税を引き下げようとする。しかし、共和党保守派の重鎮で北東部産業界の代弁者だったネルソン・オルドリッチは高関税を擁護し、1909年にはペイン=オルドリッチ関税法を成立させ、一部の品目の関税を引き下げつつ、鉄鉱石や石炭の税率を引き上げた。これを受けて共和党革新派は関税引き下げよりも所得税導入に向けて動き、5000$以上の所得には2％、十万$以上の所得には6％の累進税率を持つ所得税法案を目指した。これに強い危機感を抱いたオルドリッチは法人税を先に審議させて個人所得税審議を宙吊りにしようとし、さらにタフトに憲法改正に協力することを約束した。1909年7月に法人税法案は可決された。しかし、共和党革新派と民主党からは法人税は所得税代替とはならないと主張され、他方の保守派にも法人税導入は富裕層への課税強化に他ならないと見て不満に思うものもいた。法人税法案に対して保険会社や不動産業者による違憲訴訟も起こったが、最高裁は「法人税は直接税ではなく、法人形態で事業を営む特権の付与に対する免許税である」と判断し、原告の請求を退けた。法人税は財源調達手段として成功し、1910年に2100万ドルだった税収は1912年に3500万ドルにも増加した。
1909年6月28日にはオルドリッチは憲法改正として修正第16条を提案し、この修正憲法は1913年までに42州が批准した。
しかし、所得税法案そのものは宙吊りにされていたため、共和党革新派は、タフトに反発して1912年の大統領選挙で新たに革新党を設立し、セオドア・ルーズベルトを大統領候補として擁立した。しかし、選挙では民主党のウッドロウ・ウィルソンが勝利した。ウィルソン大統領は関税引き下げと所得税導入をセットにして改革に断行し、40％だった平均関税率を30％以下に引き下げ、1913年10月には国民の3000ドル以上の所得の1％を課し、高額所得者には1〜6％までの累進的構造を持つ付加税率（最高税率7％）を課す所得税法案が可決した。

## 租税に対する諸見解

### 支持もしくは肯定
大部分の政治哲学によると、彼らが必要でありそして社会に益するであるところの活動を集めるものとして税は正当化される。加えて、累進課税は社会での経済的不平等を減少させるのに用いることができる。この見解によれば、現代の国民国家において課税は人口の多数と社会変動に益するオリバー・ウェンデル・ホームズ・ジュニアによる違った文章の意訳の、この見解のひとつの通俗の表現は、「租税は文明の価格である」である。。

### 反対もしくは否定
クラウドファンディングのような自発的であるよりもむしろ、税の支払いは義務的で法体系による執行であるので、幾らかの政治哲学は権力と弾圧を意味するのを通して租税を課税する政府を非難する、窃盗としての徴税、強要、（もしくは奴隷制度、もしくは財産権の侵害として）、もしくは暴政として見る。
実業家松下幸之助は、国家予算の単年度制を廃止して、節約したり効率をよくして余剰金を生み出し、それを運用することで収益を分配する無税国家を提唱した 。
なお、ブルネイでは個人への所得税などは存在せず、国内および海外で設立された企業が納税対象となる ことから無税国家とも呼ばれるが、租税体制がないわけではない。

### 社会主義者の見解
カール・マルクスは共産主義の到来の後に課税は不必要になることを推量し、そして「国家死滅」を期待する。中国におけること のような社会主義経済では、大部分の政府の歳入は企業の所有権からの運用だったので、課税は重要でない役割を果たした。そして或る人々によってそれは金銭による課税は必要でなかったことを議論された。

### 租税選択
租税選択は納税者が、彼らの各々の租税を割り当てる方法をもって、よりコントロールするであろうことの理論である。もし納税者らが彼らの租税を受け取る政府の仕組みを選択できるならば、機会費用の決定は彼らの部分的な知識を寄せ集める。例えば、彼の租税を公立学校においてより割り当てる納税者は公費負担医療においてより少なく割り当てるかもしれない。

### ジオイストの見解
ジオイスト（英：Geoist、ジョージスト並びにジオリバタリアン）は、道義性と同じく経済的効果の両方の理由で、課税は基本的に地代、特にその地価税を徴集すべきであることを宣言する。（経済学者たちが同意する）課税に対して地代を用いることの有効性は、このような課税は渡るつまり脱税することができずかつ死重損失を生じないこと、並びにこのことが土地において投機するような動機を除くこと、の事実に従う それの道義性は、私的所有権は労働の成果（英：products of labour）に対して正当化されるが土地と天然資源についてはそうでない、ところのジオイストの前提に基づく。。

## 理論

### ラッファー曲線
ラッファー曲線の一つの可能な結果は、一定の値を超えた税率の増大は税収のさらなる増収にたいして反生産的になるであろう、ことである。任意の与えられた経済にたいする仮説的なラッファー曲線はただ見積もることだけができる。そしてこのような見積もりはしばしば論争になる。The New Palgrave Dictionary of Economicsは、税収最大化の税率の評価すなわち見積もりは、70％の近辺の中間の領域をもって、広く様々であることを報告する。

### 最適な課税
多くの政府は、歪のない租税によるかまたは或る二重の配当金を与えるものである諸租税を通して、割り当てられるもののところのものを超えたものである歳入を行う。最適課税は経済学の分野であって、それは最小の死重費用（英：dead-weight cost）を持つかまたは厚生の意味において最大の効用（英：outcome）を持つように課税をいかに構築するかを考える。

### 税率
租税はしばしばおおかた税率と呼ばれる、或る割合として課せられる。税率についての議論でのひとつの重要な区別は限界税率（英：marginal tax rate、もしくはmarginal rate）と実効税率（英：effective tax rate）の間の区別である。実効税率は支払われた租税の総計で割ったその支払われた租税の合計である。これに対し限界税率は収入を得た次の円 によって支払われたその税率である。